# Nigel S. Wright
Nigel S. Wright (né le 18 mai 1963) est un homme d'affaires et un fonctionnaire canadien. CEO d'Onex Corporation et personnalité influente de Bay Street, il quitte ces fonctions pour devenir le treizième chef de cabinet du Premier ministre du Canada sous Stephen Harper de septembre 2010 à mai 2013,. 

## Jeunesse et formation
Nigel S. Wright est né à Hamilton le 18 mai 1963. Fils d'un technicien en ingénierie, Wright est éduqué à Burlington. Il voyage également de temps à autre en Angleterre. 
Il fréquente d'abord l'Université de Toronto, où il côtoie des personnalités telles Jim Balsillie, Malcolm Gladwell, Tony Clement, Andrew Coyne, Patricia Pearson et John Duffy. Wright est rapidement perçu comme un étudiant doué. Un ancien collègue de classe et adversaire politique affirme qu'« à l'époque, la question était «Est-ce que Nigel sera à la Cour suprême ou Premier ministre ?» Il travaillait plus fort que n'importe qui d'autre et était le plus brillant de nous tous »,. Jim Balsillie, cofondateur de BlackBerry, se rappelle s'être dit qu'il devrait « sérieusement augmenter son niveau d'inspiration s'il voulait demeurer dans la course avec ce jeune »,.
Sur le campus, il est cofondateur du University of Toronto Magazine dont il est l'éditeur pendant quelque temps. Il se signale par son admiration envers Margaret Thatcher et pour son militantisme au service de Brian Mulroney. Il maintient un contact étroit avec le milieu conservateur canadien à partir de cette époque.
Il obtient son diplôme en 1988 et poursuit des études de maîtrise à l'université Harvard.

## Carrière
Après ses études, Nigel Wright est engagé par la firme Davies Ward Phillips & Vineberg, où il joue un rôle clé dans le mégaprojet du pont de la confédération. Après cinq ans, il devient partenaire de la firme. Il est remarqué par le CEO d'Onex Corporation Gerry Schwartz (en), qui le prend sous son aile. Wright grimpe les échelons chez Onex et devient CEO, acquérant une réputation de gestionnaire de haut niveau (heavy hitter) auprès de Bay Street, quartier des affaires de Toronto. Il est notamment très proche de Peter Munk, fondateur de Barrick Gold.

## Politique
Établissant des liens pendant des années entre le Parti progressiste-conservateur du Canada et le Parti réformiste du Canada, Wright entreprend de convaincre Stephen Harper d'unir la droite canadienne. Après la fusion réussie de ces deux partis dans le Parti conservateur du Canada, en 2003, il devient un des trois directeurs-fondateurs du Conservative Fund Canada, branche financière du Parti conservateur du Canada, ainsi que directeur du think tank de Preston Manning à Calgary. 
En 2010, il est recruté par le Premier ministre Stephen Harper comme chef de cabinet, en remplacement de Guy Giorno. Il abandonne ainsi un salaire à sept chiffres pour un travail décrit comme « exaltant, mais plus ardu que tout ce que j'ai fait dans le public ou le privé » ,. Sa nomination soulève des questions et des critiques en raison de ses liens étroits avec Bay Street. Lors de sa comparution précédant sa nomination, le député de l'Opposition, Pat Martin du néo-démocrate, lui a dit : « chaque geste que vous posez, chaque respiration que vous prenez vous place en conflit d'intérêts,. » Avant de commencer son nouveau travail, Nigel Wright a dû négocier avec la Commissaire aux conflits d’intérêts et à l’éthique un « mur éthique » l'isolant de ses holdings et autres intérêts.

### Démission
Selon la chaîne CTV, à la fin février 2013, l'ancien conseiller spécial du Premier ministre Harper, Benjamin Perrin, rédige une lettre d'entente entre Wright et le sénateur Mike Duffy, alors pressé de rembourser un montant de plus de 90 000 dollars canadiens qu'il avait perçus du Sénat en dépenses injustifiées,. À la suite de cette entente, Wright fait un chèque personnel de 90 172 dollars au sénateur pour lui permettre de rembourser ce montant. Selon un porte-parole du parti conservateur, l'argent était un cadeau de Wright sans attente de compensation. 
Duffy effectue le remboursement en question, évitant ainsi un audit de ses comptes de dépense par la firme de comptable. Toutefois, lorsque l'affaire devient publique, le scandale est tel qu'il doit quitter le caucus conservateur et siéger comme sénateur indépendant. En effet, un tel « cadeau » contrevient à « la Loi sur le lobbying et à la Loi sur les conflits d'intérêts, car les cadeaux doivent être déclarés». Le fait qu'il soit fait à un sénateur par le bras droit du Premier ministre contrevient aussi au principe fondamental de séparation des pouvoirs.
Le 16 mai, la Commissaire aux conflits d’intérêts et à l’éthique confirme qu'elle enquêtera sur les liens entre Wright et Duffy.
Le 19 mai 2013, Nigel Wright démissionne de son poste de chef de cabinet de Stephen Harper. Le Premier ministre dit dans un communiqué : « c'est avec un grand regret que j'ai accepté la démission de mon chef de cabinet Nigel Wright. J'ai compris que Nigel croyait agir dans l'intérêt public et je comprends sa décision de quitter. Je veux remercier Nigel pour sa contribution énorme à notre gouvernement lors des deux dernières années et demi,. »
Stephen Harper prétend n'avoir été mis au courant de ce chèque que le 15 mai, soit après sa divulgation dans les médias. 
Le 12 juin 2013, les partis d'opposition à la Chambre des communes obtiennent confirmation que la GRC a ouvert une enquête « pour déterminer si un acte criminel a eu lieu». L'affaire est suivie de près, car elle met en cause le jugement du premier ministre, Stephen Harper.
Alors que Stephen Harper avait affirmé que la décision de faire le chèque avait été prise par le seul Nigel Wright, l'enquête de la GRC révèle que le responsable financier du Parti conservateur, le sénateur Irving Gerstein, avait envisagé de régler cette affaire en tirant un chèque sur le compte du parti, mais qu'il avait fait marche arrière en apprenant que le montant à payer était de 90 000 $ et non de 32 000 $ comme il le croyait d'abord. En outre, trois membres du cabinet étaient au courant de l’entente entre le sénateur et le chef de cabinet.
Le 22 octobre 2013, Mike Duffy affirme devant le Sénat avoir eu une rencontre en février avec Stephen Harper et Nigel Wright au sujet de ses dépenses de logement et que le Premier ministre lui aurait alors dit de rembourser le montant en question sous peine d'expulsion du caucus. Le lendemain, en Chambre, Harper nie catégoriquement avoir participé à cette rencontre.
Le 28 octobre, Stephen Harper contredit une de ses affirmations précédentes en disant qu'il avait congédié son ancien chef de cabinet Nigel Wright, alors qu'il affirmait jusque-là que ce dernier avait démissionné : « Comme vous savez, j'avais un chef de cabinet qui a fait un chèque inapproprié à M. Duffy. Il a été congédié ». Le lendemain, Harper reconnaît que le Parti Conservateur a aussi remboursé les frais de justice de Duffy (13 560 $) et accuse Wright de « duperie ». Cette transformation de Wright en vilain étonne, étant donné que ses collègues en avaient unanimement loué l'intégrité, l'éthique de travail et l'honnêteté. 
Le sénateur et trésorier du Parti conservateur, Irving Gerstein, affirme au congrès de son parti, tenu à Calgary les 1er et 2 novembre, que le parti avait remboursé les dépenses d'avocat de Duffy, pour un montant de 13 500 $, mais qu'il n'avait jamais été question de lui rembourser les dépenses de logement. Il contredisait ainsi une déclaration faite sous serment par Nigel Wright selon laquelle M. Gerstein était d'abord prêt à couvrir un montant de 32 000 $, mais qu'il avait reculé en apprenant que le montant était près de trois fois plus élevé.
Le 21 novembre, un rapport de la GRC estime avoir relevé dans les agissements de Wright plusieurs actes illégaux (abus de confiance, prévarication) qui pourraient donner lieu à des poursuites criminelles. Il est appelé à témoigner au procès de Mike Duffy, dont les audiences reprennent le 10 août 2015 : durant deux semaines, il est questionné par l'avocat de la défense de Duffy, qui met en évidence la quantité de personnel du bureau du premier ministre mêlé à cette affaire. Le Nouveau Parti démocratique demande à la GRC de reconsidérer la possibilité de poursuivre Wright pour avoir offert de l'argent à un sénateur.